# Pacificus von San Severino

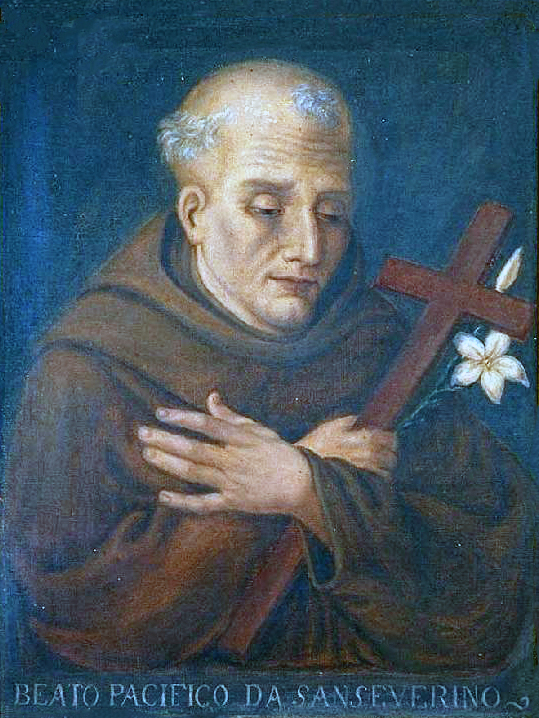
Der heilige Pacificus von San Severino

Pacificus von San Severino OFM (auch mit Beinamen Pacificus Divini von San Severino, * 1. März 1653 in San Severino Marche; † 24. September 1721 ebenda) war ein italienischer Franziskaner, Priester und Mystiker. Er wurde am 4. August 1786 selig- und am 26. Mai 1826 von Papst Gregor XVI. heiliggesprochen. Sein lateinischer Name Pacificus bedeutet „Friedensstifter“.

## Leben und Werk
Pacificus’ Eltern starben, als dieser drei Jahre alt war. Er hatte anschließend eine schwere Kindheit und Jugend bei einem seiner Onkel zu durchleben.
Im Jahr 1670 trat Pacificus in Forano in den Orden der Franziskaner ein. 1687 wurde er zum Priester geweiht. Von 1680 bis 1683 wirkte er als Lektor für Philosophie für junge Ordensmitglieder. Ab 1683 wirkte er in der Gegend um Ancona als begeisternder Prediger und Volksmissionar. Um 1680 trafen ihnen Krankheiten wie eine offene Fußwunde, Schwerhörigkeit und Blindheit. Pacificus war nicht zu weiterer Missionsarbeit fähig. Er führte ab jetzt ein kontemplatives Leben und trug seine körperlichen Gebrechen mit großer Geduld. Er galt als charismatisch reich begnadet. Er wirkte Wunder und geriet oft in ekstatische Zustände. Von 1692 bis zu seinem Tod wirkte er als Aufseher im Kloster Maria delle Grazie in San Severino.